# M.S.S Project
M.S.S Project（エム エス エス プロジェクト）は、主にニコニコ動画、YouTubeで活動する4人組のゲーム実況・音楽制作ユニット。主に「MSSP」（エムエスエスピー）と略される。

## メンバー
FB777（エフビースリーセブン）

愛称：FB（エフビー）
身長：170cm　血液型：A型　生年月日：1984年9月13日　
イメージカラーは青色。
M.S.S Projectのメインコンポーザーの一人。サングラスを着用している。
ライブではショルダーキーボード＆ボーカルを担当。『聖剣伝説2』や『サガ フロンティア』『ファイナルファンタジー』などのゲームミュージックが音楽的ルーツ。
高校時代に親から買い与えられたPCを用い、独学でDTMを始めた。ゲームミュージッククリエイターを志望し音楽の専門学校に進学したが、「どんなジャンルでもすぐ作れるくらいの実力がないと難しい」という思いから断念する。
趣味でもいいから自分の好きな音楽を作っていきたいと考え、専門学校を卒業後に、KIKKUN-MK-Ⅱと音楽活動を行う計画を立てる。当時から二人ともゲームに熱中していたこともあり、自分たちの音楽を知ってもらうための宣伝としてゲーム実況動画の投稿に至った。音楽ではなくゲーム実況から活動が始まったことについては、「僕らのやり方だと音楽だけで世に出ていくのはキツイんじゃないか」という考えがあったという。
活動当初は、動画の編集・投稿を含めた雑務全般を担当し、音楽活動もFB777が中心に行っていた。1stアルバム『M.S.S.Planet』の収録曲は全てFB777の作曲となっている。
著書にメンバーであるeoheohとの写真集『ZUTTOMO』『ZUTTOMO2』『ZUTTOMO3』がある。
KIKKUN-MK-II（キックンマークツー）

愛称：きっくん
身長：178cm　血液型：AB型　生年月日：1983年5月6日
イメージカラーは黄色。
M.S.S Projectのメインコンポーザーの一人。グループ内で唯一、全身の姿出しをしている。
ライブではギター＆ボーカルを担当し、MCも務めることが多い。FB777の楽曲にギターアレンジを加えることもある。
少年時代はスポーツが好きで音楽にはあまり興味がなかったが、母親の影響もありLUNA SEAばかりを聴いており、高校2年生のときにギターを始めた。音楽の専門学校では、FB777と隣の席になったことが「不幸の始まり」 で、音楽の趣味が全く合わないにも関わらず意気投合。
卒業後も一緒にゲームをするなど交友は続き、共に音楽活動を始めるにあたってM.S.S Projectが結成された。
eoheohとはFB777を介してグループ結成前に面識があったが、初対面時にスライディングで登場したため、eoheohを驚かせた。
著書に本人考案のレシピ本『堕天使のレシピ』『堕天使のレシピ-七つの大罪-』がある。
あろまほっと

愛称：あろま、先生
身長：165cm　血液型：B型　生年月日：1984年11月29日(2021年11月11日生放送にて初公開)
イメージカラーは赤色。
般若の面を改造したものを着用している。
M.S.S Projectの楽曲の一部にボーカルとして参加。ライブではダンスパフォーマンスを担当している。
高校時代の友人であるFB777に誘われ、ゲーム実況を始めた。毒舌家と紹介されることが多い。
旅行やドライブなどのアウトドアな趣味を持ち、iPhoneでのジオタグ集めも行っている。地元の北海道では全道を巡りほぼ全地域にピンを立てている。PADIマスター・スクーバ・ダイバーライセンス所持者。
著書に本人撮影の写真を使った旅行本『あろまさんぽ』シリーズがある。地上波では番組化もされ、2回に渡って放映された。
eoheoh（エオエオ）

愛称：えおえお、隊長
身長：172cm　血液型：O型　生年月日：1985年3月24日
イメージカラーは緑色。
フルジップパーカーのチャックを全て閉めた上にサングラスを掛け、帽子を被った姿をしている。
M.S.S Projectの楽曲の一部にボーカルとして参加。複数の曲で作詞も手掛ける。ライブではダンスパフォーマンスを担当している。
高校時代の友人であるFB777に誘われ、ゲーム実況を始めた。当初は、ゲームは好きでも実況に興味がなく、友人の音楽活動に協力するという意識での参加であり、CD発売の目処が立てばグループから抜けるつもりであった。演者として舞台に立ったニコニコ超パーティーⅡで、サイリウムの綺麗さに感動し、普通じゃできない経験や出会いを自ら捨てるのは勿体ないと感じたことが考えを改める契機になったという。
元々は既製品のフルジップパーカーを改造して着用していたが、今はパタンナーに製作を依頼し、給水用のチャックがついたオリジナルのフルジップパーカーを愛用している。
著書に飼い猫であるクロエとベルの写真集『僕んちの猫』『僕んちの猫２』や、FB777との写真集『ZUTTOMO』『ZUTTOMO2』『ZUTTOMO3』がある。2023年に自身のアパレルブランド『Bell＆Chloe』を立ち上げ、クロエとベルをモチーフにした衣類を販売している。

## 概要
音楽の専門学校で知り合い、卒業後も友達として交流していたFB777とKIKKUN-MK-IIの2人が、自分たちの音楽を知ってもらうための宣伝活動としてニコニコ動画にゲーム実況動画の投稿を始めた。Haloのマルチプレイをやるにあたり、FB777の高校時代からの友達であるあろまほっととeoheohを「（喋らずに）ゲームするだけでいいから」と誘い集合。プレイしているうちにあろまほっとが「面倒くさいから喋らせろ」と言った ことが、4人のゲーム実況グループM.S.S Projectの結成へと繋がった。
グループ名の由来は「Middle Second Sickness Project」の略称 で、中二病プロジェクト（企画）を意味する。英語圏には中二病という概念がなく、「中」 (Middle) 「二」 (Second)「病」 (Sickness) の意味を持つ英単語を並べてできた造語。
4人とも北海道出身。長らくFB777とeoheohが東京住まい、KIKKUN-MK-IIとあろまほっとが北海道住まいであったが、2013年7月2日の定期生放送にて4人全員が東京に住むことが発表された。
ニコニコ動画にアップされた動画が人気となり、テレビ番組や多数の公式ニコニコ生放送番組に出演するようになった。これまでニコニコ動画カテゴリにおける、＜ゲーム・VOCALOID・演奏してみた・料理・自然・旅行＞において再生数1位を獲得（ゲーム動画は600万再生、VOCALOID・料理動画は200万再生を達成）している。2014年からはYouTubeにも動画の投稿を始めた。
ニコニコ動画内での公式生放送はもちろん、東京ゲームショウや東京国際映画祭のオフィシャルサポーターを務める など、多くの大手メーカータイトルのプロモーションに参加。音楽制作においてもゲーム・アニメ・TVドラマなどに楽曲提供を行っている。
2019年に平成最後のさいたまスーパーアリーナアーティストとしてワンマン公演を行った。
2020年には無観客の音楽ライブ配信を実施し、スーパーチャットが1億円を突破したことで大きな話題を集めた。

## 略歴

### 2009年
- 9月9日 - FB777とKIKKUN-MK-IIの両名が『Halo 3: ODST』の実況動画をニコニコ動画に投稿する。
- 9月29日 - FB777の高校時代からの友人であったあろまほっととeoheohを交え、4名での動画投稿を開始[14]。

### 2010年
- 1月3日 - ニコニコ動画内にてニコニココミュニティ開設[15]。

### 2012年
- 4月頃から公式ニコニコ生放送に招かれる機会が増加した。

### 2013年
- 1月25日 - 「最強の匠は誰か！？絶望的センス4人衆がMinecraftをカオス実況！」がMSSP動画初となる100万再生を達成。ニコニコ動画にアップされているMinecraftの動画で史上3番目に100万再生を達成した。
- 3月15日 - ニコニコ動画にて「肉ばっか入れてカレー作ってみた」が100万再生を達成。
- 5月15日 - M.S.S Projectのニコニココミュニティのレベルが256（最大値）に到達。
- 7月7日 - 1stアルバム『M.S.S.Planet』が発売される[16]。
- 12月9日 - 第一弾ユーザーチャンネルに当選し、M.S.S Projectチャンネルを開設した[17]。

### 2014年
- 2月22日 - 2ndアルバム『M.S.S.Phantom』が発売される[18]。ジャケットイラストは天野弓彦が手掛けた。
- 2月24日 - MSSP1stライブ 『Phantom of Chaos 2014 ! ＠赤坂BLITZ』開催[19]。
- 3月29日 - 上記ライブの追加公演を渋谷公会堂にて開催[20]。
- 7月 - ニコニココミュニティの参加人数が27万人を突破。
- 9月13日 - 3rdアルバム『M.S.S.PiruPiruTUNE』が発売される[21]。
- 10月7日 - YouTubeにてM.S.S Projectチャンネル開設[22]。

### 2015年
- 1月26日 - ニコニココミュニティの参加人数が30万人を突破。
- 1月31日 - インターネット番組『オールナイトニッポンw』金曜パーソナリティに就任。
- 10月2日 - 4thアルバム『M.S.S.Party』が発売される[23]。
- 10月 - ドラマ『チア☆ドル』のオープニング曲の担当が決定。
- 11月17日 - 12月26日にかけて東京、愛知、福岡、大阪、神奈川、北海道にて 『M.S.S Project Chaotic Heaven Party 2015』を開催[24]。

### 2016年
- 5月22日 - 下記シングル発売に伴い、アニメイト池袋店にて発売記念イベントを開催。
- 5月25日 - 1stシングル『Egoist Unfair』が発売される。
- 5月29日 - 上記シングル発売に伴い、ニコニコ本社にて発売記念トーク&ハイタッチ会を開催。
- 7月3日 - 8月30日にかけて千葉、福岡、静岡、兵庫、北海道、岩手、愛知、大阪、広島、神奈川、長野、新潟、埼玉、宮城、東京にて『M.S.S Project Soul Meeting Tour 2016』を開催。
- 11月6日 - 2017年2月18日にかけて千葉、広島、福岡、兵庫、神奈川、大阪、北海道、愛知、東京にて 『M.S.S Project Tour 2016 Phantasia of Light & Darkness 〜光と闇のファンタジア〜』を開催。

### 2017年
- 2月8日 - 5thアルバム『M.S.S.Phantasia』が発売される。
- 2月8日 - 上記アルバム発売に伴い、TSUTAYA渋谷店にて握手会を開催。
- 2月18日 - 「真のツアーファイナル」と称し、日本武道館で初のワンマンライブを開催。
- 7月22日 - 8月29日にかけて北海道、兵庫、岐阜、岡山、福岡、埼玉、宮城、大阪、東京にて『M.S.S Project Soul Meeting Tour 2017』を開催。
- 11月23日 - 12月28日にかけて愛知、神奈川、栃木、福岡、大阪、千葉、宮城、東京にて『M.S.S Project Tour 2017 PHOENIX -Eternal Flame-』を開催。

### 2018年
- 3月14日 - 初のベストアルバム『M.S.S.Phoenix』が発売される。
- 3月14日 - 上記アルバム発売に伴い、TSUTAYA渋谷店にて握手会を開催。
- 3月21日 - 『M.S.S Project Live Tour 2017 PHOENIX - Eternal Flame - FINAL at 横浜アリーナ』（「真のツアーファイナル」と称し、横浜アリーナで初のワンマンライブを開催）
- 4月7日 - 『M.S.S.Phoenix』発売を記念してヴィレッジヴァンガード渋谷本店にて握手会を開催。
- 7月21日 - 8月30日 神奈川、千葉、北海道、東京、愛知、兵庫、福岡、大阪、埼玉、宮城（東京のみ4公演目と11公演目の2回）で『M.S.S Project ～Soul Meeting Tour 2018～』を開催。
- 12月20日 - 12月23日 大阪、神奈川(神奈川のみ昼夜2回)で『M.S.S Project 〜Holy Soul Party 2018〜』を開催。

### 2019年
- 2月11日 - 3月24日にかけて千葉、東京、埼玉、神奈川、大阪、愛知、福岡、北海道、宮城、兵庫で『M.S.S Project Live Tour 2019 PANZER -The Ultimate Four -』 を開催。
- 3月25日 - 動画内で新たに家を借りたことを発表。広めのフローリングが2間に仕切られている。4つのウォークインクローゼットつき。
- 4月29日 - 『M.S.S Project Live Tour 2019 PANZER -The Ultimate Four - FINAL at SAITAMA SUPER ARENA』　さいたまスーパーアリーナで初のワンマンライブを開催。（5月1日より令和となったことから 平成で最後にさいたまスーパーアリーナにてライブを行ったアーティストとなった）
- 7月20日 - 8月30日にかけて岐阜、京都、東京、千葉、兵庫、福岡、宮城、北海道、大阪、神奈川、愛知、埼玉（東京のみ3公演目と12公演目の2回）で『M.S.S Project Soul Meeting Tour 2019』を開催。
- 9月8日 - 9日にかけて活動10周年記念となる27時間生放送をYouTubeチャンネルにて放送。
- 9月9日 - 活動10周年を迎えた。
- 9月9日 - 9月29日にかけてアニメイト渋谷および応援店にて『M.S.S Project 10th anniversary ONLYSHOP！！』を開催。[25]。
- 12月20日 - 12月22日 大阪、神奈川(神奈川のみ昼夜2回)で『M.S.S Project 〜Holy Soul Party 2019〜』を開催。

### 2020年
- 2月7日 - 3月4日にかけて音楽ツアー『 M.S.S Project Live Tour 2020 PERIOD - The Next Phase -』（東京、大阪、北海道、宮城、愛知、福岡で合計12公演）並びに5月23日にツアーファイナルの横浜スタジアム公演が開催予定であった。
- 2月 - 2月7日〜24日までの公演は実施されたものの、新型コロナウイルスの感染拡大により、『M.S.S Project Live Tour 2020 PERIOD - The Next Phase -』の2月27日名古屋公演以降の5公演並びに5月23日の横浜スタジアム公演の中止が決定した。
- 3月4日 - ツアー中止を受けZepp DiverCity公演を無観客で行い、そのライブの様子をYouTube Liveで無料生配信した。配信しているYouTubeのスーパーチャット（通称スパチャ）ではライブ中に投げ銭が1億円を超え[26]、ライブ終了後には1億2000万円に達した。また配信中の同接人数は7万2000人を超えた。
- 3月29日 - 『M.S.S.Period』が『じっくり聞いタロウ〜スター近況（秘）報告〜』6月度エンディングテーマに起用されたことを発表。
- 4月22日 - 6thアルバム『M.S.S.Period』が発売された。
- 8月22日 - 23日にバーチャルとリアルをミックスした最新型オンライン夏祭り『VIRTUAL 夏祭り THEATER 』を開催。
- 11月1日 - 11月15日にかけてアニメイト池袋本店および応援店にて『M.S.S Project animateONLYSHOP 2020』を開催[27]。

### 2021年
- 7月24日 - 8月29日にかけて京都、愛知、宮城、北海道、東京、福岡で『M.S.S.Pic 2021～マジで？スポーツ！？するの？？パニックなんですけど！！！MSSP的真夏の祭典～　全国ツアー』を開催。
- 9月8日 - YouTubeの新公式アカウントを開設、初投稿動画で所属していた事務所からの退所を発表。
- 11月30日-新MSSPハウス公開
- 12月17日-12月19日に大阪、神奈川(神奈川のみ昼夜2回)で 『M.S.S Project　-X'mas- StarNight PREMIUM Show 2021』を開催。

### 2022年
- 2月2日 - 3月31日にかけて神奈川、北海道、東京、大阪、愛知、宮城、福岡で『M.S.S Project -COSMOS- StarLight Tour 2022 ～THE ORIGIN～』を開催
- 8月9日 - 1st Mini Album『COSMOS』2種が発売された。
- 8月9日 - 8月14日にかけて東京、愛知、大阪で『M.S.S.Park2022』を開催。

### 2023年
- 2月17日 - 3月30日にかけて神奈川、北海道、東京、福岡、宮城、大阪、愛知で『M.S.S Project Tour 2023 蒼翠炎雷』を開催。
- 3月1日 - 株式会社オリエントコーポレーションと提携したクレジットカード第1段の発行受付を開始。
- 5月5日 - 神奈川で初のニコニコCh会員限定イベント『M.S.S.Party』を開催。
- 6月1日 - 7thアルバム『蒼翠炎雷』を発売。
- 7月7日 - 前所属事務所と和解したことを発表。
- 7月9日 - YouTubeチャンネル名『新MSSPチャンネル』を『M.S.S Project ライブ』に、『M.S.S Projct Channel』を『M.S.S Project ゲーム』に変更した。
- 8月1日 - 株式会社オリエントコーポレーションと提携したクレジットカード第2段の発行受付を開始。
- 8月1日 - 8月24日にかけて『M.S.S Project Soul Meeting Tour 2023』を開催。
- 10月16日 - 『蒼翠炎雷』のMSSPニコニコチャンネル会員限定盤を販売開始した。

### 2024年
- 1月1日 - 活動15周年目を記念して今までのロゴに『15th』を入れた。
- 1月1日 - 『蒼翠炎雷』のストリーミングとダウンロードを開始した。
- 1月1日 - LIVE情報サイト を開設した。
- 2月1日 - M.S.S Project 公式サイト を開設。
- 2月1日 - 2ndミニアルバム『FRONT LINE』発売。
- 2月1日 - 4月14日にかけて結成15周年を記念してPARCO（渋谷、大阪、名古屋）にてポップアップストアを開催。
- 2月15日 - 3月31日にかけて『M.S.S Project Tour 2024 15th Anniversary LIVE』を開催。
- 2月29日 - 「蒼翠炎雷」が『王様のブランチ』3月度エンディングテーマに起用されたことを発表。
- 4月25日 - SHIBUYA TSUTAYAにて「M.S.S Project OFFICIALSHOP IN SHIBUYA TSUTAYA」を開催。
- 5月6日 - 3rdシングル『ZEROから始◎ドーナッツ☆』を発売。
- 7月28日 - 8月17日の2日間で愛知、大阪にて『M.S.S.Platinum LIVE at BUDOKAN -15th Anniversary- 前夜祭』を開催。
- 9月1日 - 9月30日 SHIBUYA TSUTAYAにて『M.S.S Project 15th Anniversary POP UP！』を開催。
- 9月9日 - 二度目の武道館公演『M.S.S.Platinum at BUDOKAN -15thAnniversary』を開催。
- 10月3日 - 地上波で初の冠ラジオ番組『レコメン！G　MSSPは一見さんお断り？！』放送開始。
- 12月20日 - TSUTAYA EBISUBASHIにて「M.S.S Project OFFICIALSHOP IN TSUTAYA EBISUBASHI」を開催。

### 2025年
- 2月14日 - 3月30日にかけて『M.S.S Project Tour 2025 ～ サンダーボルト～』を開催。
- 4月2日 - ラジオ番組改編に伴い冠ラジオ番組のタイトルと放送時間が変更される。
- 4月26日 - ベスト盤『M.S.S.Platinum BEST』通常盤発売。27日、SHIBUYA TSUTAYA IP書店にてお渡し会を開催。
- 5月18日 -  二度目の横浜アリーナ公演『M.S.S Project FINAL サンダーボルト～怒りの電圧１億Volt at 横浜アリーナ～』を開催。
- 6月6日 - 『M.S.S.Platinum BEST』初回限定盤発売。

## 出演

### テレビ
- ドリーム²クリエイター（2013年4月11日・5月30日・9月19日、テレビ東京） [28]
- 超流派（2013年8月10日・9月7日、2014年3月1日・5月17日、テレビ東京） [28][29]
- サブカルGT（2014年9月6日・2015年9月19日、メ〜テレ） [30][31]
- ゲーム王ハロウィン〜そして悪魔が舞い降りた!?〜（2014年10月24日、ABCテレビ） [32]
- ビットワールド（2015年5月1日・6月5日・12月11日、NHK Eテレ）[33][34][35][36]
- Rの法則（2015年6月3日、NHK Eテレ） [37]
- めざましテレビ（2016年10月10日、フジテレビ系列）[38]
- あろまさんぽ ロールプレイング旅紀行 伊香保編（2017年2月12日、TOKYO MX 2) [39]
- あろまさんぽ ロールプレイング旅紀行 横須賀編（2017年8月19日、TOKYO MX 2) [40]
- ズームイン!!サタデー（2017年11月4日・11日、日本テレビ系列）[41][42]
- MUSIC B.B.（2018年3月5日 - 18日、TOKYO MX ほか） [43]
- 佳代子の部屋〜真夜中のゲーム会議〜（2018年3月15日、フジテレビ系列） [28][44]
- COUNT DOWN TV（2020年3月22日、TBS系列）[28][45]
- MSSPアソビの救世主（2021年1月24日・2月28日、BS12トゥエルビ）[46][47]
- あのちゃんの電電電波♪（2024年5月14日、テレビ東京）[48]

### 映画
- お化け屋敷列伝／戦慄迷宮MAX
- 影鰐 LIVE 上映 2.8 猿楽ナイトツアー（2018年6月30日 - 7月6日）テアトル新宿限定

### アニメ
- 影鰐-KAGEWANI-
  - 影鰐-KAGEWANI-（2015年11月27日）※第9話ゲスト
  - 影鰐-KAGEWANI-承（2016年4月15日・5月13日）※第3話・第7話ゲスト

### ラジオ
- wktkの枠（2013年3月9日・2014年2月22日、JFN）※ニコニコ生放送とも連動放送
- Snow Man 佐久間大介の待って、無理、しんどい、、（2024年7月13日、文化放送）[49] ※あろまほっと、eoheoh出演
- レコメン！G　MSSPは一見さんお断り？！（2024年10月3日 - 2025年3月27日、文化放送）※毎週木曜日20時放送[50]
- MSSPは一見さんお断り？！（2025年4月2日 - 、文化放送）※毎週水曜日25時30分放送[51]

### 公式放送
※2015年頃まではニコニコ生放送、以降はYoutubeでの配信を主とする。　

※長時間放送の物は複数人の出演者が交代で出演する。

### 公式放送（ニコニコ動画）
過去のレギュラー
- ラグナロクオンライン えふくま（2013年7月1日 - 8月19日）※毎週放送
- M.S.S Projectの金曜ニコラジ（2013年8月9日 - 9月20日）※毎週放送
- えふくまようこの週刊らぐとも！（2013年10月7日 - 11月18日）※毎週放送
- ラグナロクオンライン 週刊らぐとも＋（2014年1月6日・20日 - 2月3日・3月3日 - 4月14日）※毎週放送
- MSSPが高校生に？KIZNA学園真夏の夏期講習開催!!「戦国炎舞-KIZNA-」実況生放送（2014年8月23日）
- MSSPがお送りする！「戦国炎舞-KIZNA-」300万ダウンロード推進番組（2014年10月13日 - 12月19日）
- 「戦国炎舞 -KIZNA-」 協闘やりまくるぞ！スペシャル！（2015年5月31日 - 10月18日）
- MSSPのゲームワールドDX（2015年9月10日 - 2016年1月14日）
- サマナーズウォーだよ、MSSP全員集合（2015年5月30日 - 8月28日）
- サマナーズウォー 新ニコ生放送（2015年9月29日 - 12月23日）
- サマナーズウォー公式新生放送　異界の幕開け（2016年1月27日 - ）
- M.S.S Projectの『World of Tanks』Party（2013年12月24日 - 2014年7月26日）※不定期放送
- M.S.S Projectの『World of Tanks』Party 番外編（2014年12月10日・2015年2月15日・5月13日）※不定期放送

単発
- MSSPの『Gears of War 3』Hordeやってみた（2013年1月26日）
- 『Gears of War』シリーズ34時間ぶっ通し生放送！（2013年3月8日）
- 発売前日！『Gears of War Judgment』×『MSSP』マルチプレイをやってみた！（2013年3月20日）
- 「Gears of War Judgment Japan Championship」生中継！（2013年6月1日）

- 『Halo』36時間ぶっ通し生放送！（2012年6月8日）
- 『Halo2』24時間ぶっ通し生放送！（2012年7月27日）
- 『Halo3』24時間ぶっ通し生放送！（2012年11月3日）
- クリスマス特番 〜ユーザーのみなさんとHalo 4 をやってみた〜（2012年12月17日）
- クリスマス特番　〜Halo 4の戦場でメリークリスマス〜（2012年12月22日）
- 『Halo4』Japan Championship 振り返り生放送！（2013年6月2日）
- Xboxオンラインゲーム祭り 『Halo4』編（2013年12月20日）

- 『Call of Duty シリーズ』35時間ぶっ通しゲーム実況！（2012年11月22日）
- Xboxオンラインゲーム祭り 『コール オブ デューティ ゴースト』編（2013年12月4日）
- ニコニコゲームマスター　×　コール オブ デューティ ゴースト WEB予選（2014年1月25日）
- ニコニコゲームマスター　×　コール オブ デューティ ゴースト　ニコファーレ本選（2014年2月15日）

- 『Minecraft』21時間ぶっ通しゲーム実況！（2013年3月15日）
- マインクラフト24時間ぶっ通しゲーム実況（2014年4月19日）

- ニコニコ超パーティーIII supported by an in ニコニコ超会議3（2014年4月27日）
- ニコニコ超パーティーII  in ニコニコ超会議2（2013年4月28日）
- 超お休み処 by Ameba@ニコニコ超会議2015（2015年4月25日）
- ニコニコ超パーティー2017（2017年11月3日）
- ニコニコ超パーティー2018（2018年11月3日）

- ラグナロクオンラインでFB777（M.S.S Project）と遊んでみた（2013年5月21日）
- ラグナロクオンライン〜「Breidablik」を引き続き遊んでみた（2013年6月18日、19日、20日）
- ラグナロクオンライン24時間生放送（2013年8月23日、8月24日）
- ラグナロクオンライン 秋の夜長の2日連続生放送！（2013年9月23日）
- ラグナロクオンライン 11thアニバーサリー・フェスタ イベントステージ生中継（2013年11月24日）
- ラグナロクオンライン11thアニバーサリー24時間生放送（2013年11月30日）

- ニコニコ町会議 in 名古屋・栄〜本社出張祭〜（2012年11月18日）
- ニコニコ町会議 presents ニコニコ雪会議 in 北海道（2013年2月10日）
- ニコニコ町会議全国ツアー2013 in 岩手県洋野町（2013年7月14日）
- ニコニコ町会議全国ツアー2013 in 北海道室蘭市（2013年9月7日）
- ニコニコ町会議 in 大阪なんば 湊町リバープレイス（2013年11月10日）
- ニコニコ町ゲーム実況 in SNOW MIKU 2014（2014年2月11日）
- ニコニコ町会議 in沖縄国際映画祭（2014年3月22日、3月23日）
- ニコニコ町ゲーム実況2014 in 愛知県名古屋市栄 久屋大通秋まつり（2014年9月28日）

- ゲーム実況とゲーム大会の祭典「闘会議2015」発表会（2014年12月18日）
- サイバーエージェントブース@闘会議2015（2015年1月31日）
- モンスト”超絶”闘技場 生放送@闘会議2015（2015年1月31日）
- スクウェア・エニックスブース@闘会議2015（2015年1月31日）
- コール オブ デューティ アドバンスド・ウォーフェア　闘会議大会@闘会議2015（2015年2月3日）
- レトキヨ繚乱 闘会議参戦 ゲストを迎えてゲーム実況＆最新作を紹介@闘会議2015（2015年2月3日）
- ガンホーフェスティバル@闘会議2015（2015年2月3日）
- スクウェア・エニックスブース@闘会議2015（2015年2月3日）
- 『太鼓の達人』15周年祭り@闘会議2016（2016年1月30日、1月31日）
- ゲーム実況ステージ@闘会議2016（2016年1月31日）

- 書店ゲーム実況 in 香川県高松市 「宮脇書店 総本店」（2015年1月18日）
- 書店ゲーム実況 in 和歌山県和歌山市「WAY ガーデンパーク和歌山店」（2015年2月22日）

- M.S.S Projectのギガブラストカオス作曲講座!!（2013年7月20日）
- M.S.S Pによるネオブラストカオティックヘブン作曲講座!!（2014年7月12日）

- ニコニコゲームマスター presents 地球防衛軍シリーズ28時間ぶっ通しゲーム実況（2013年7月6日）
- ニコニコゲームマスター4予選締切直前SP（2013年7月23日）
- ニコニコゲームマスター×地球防衛軍4　ニコファーレ本選（2013年8月24日）

- 【ニートの脱衣所】自宅警備員がはたらいてみた/審査員MSSP（2014年6月29日）
- 【密着②】自宅警備員が海で、はたらいてみた〜ニートの脱衣所〜（2014年7月26日）
- 【密着④】自宅警備員がはたらいてみた〜ニートの脱衣所〜（2014年8月17日）
- 【密着⑤】自宅警備員が動物園で、はたらいてみた（2014年9月26日）
- 【密着⑥】自宅警備員がはたらいてみた結果 （2014年9月27日）

- ケリ姫スイーツの「とある魔術の禁書目録」コラボを先取りチャレンジ（2014年8月3日）
- 「ケリ姫スイーツ」2周年記念&「魔法少女まどか☆マギカ」コラボ特集（2014年11月5日）

- 第27回東京国際映画祭 記者会見生中継 ゲスト：庵野秀明、M.S.SProject（2014年8月26日）
- 東京国際映画祭オープニングイベント生中継 / 第27回東京国際映画祭 1日目（2014年10月23日）
- 実物大パトレイバー デッキアップイベントも生中継 /第27回東京国際映画祭 2日（2014年10月24日）
- 【21時から】M.S.S Projectが映画実況に挑戦/ 第27回東京国際映画祭 5日目（2014年10月27日）
- 【21時ごろより】M.S.SProject登場プレゼントも!?/第27回東京国際映画祭 8日目（2014年10月30日）

- 東京ゲームショウ2014 ニコニコ・ゲーム実況ブースから定点中継（2014年9月18日）
- 超重大発表を独占生放送 DMMゲームズ in TGS（2014年9月18日）
- 東京ゲームショウ2014 ニコニコ・ゲーム実況ブースから定点中継（2014年9月19日）
- MSSPや豪華ゲストがノンストップで登場 DMMゲームズ in TGS（2014年9月20日）
- ウォーゲーミングジャパン戦車やめるってよ（2014年9月21日）
- MSSP乱入 HOUNDS公式大会優勝者が決定 DMMゲームズ in TGS（2014年9月21日）
- 【TGS2015】バンナムのブース＆生放送の見どころを速報でお届け（2015年9月18日、19日、20日）

- 中二病からの脱出!?〜俺たちは絶対に脱出しない〜[52]（2014年9月25日）
- 中二病からの脱出!?〜俺たちは絶対に脱出しない〜中間放送（2014年11月6日）
- 中二病からの脱出!?〜俺たちは絶対に脱出しない〜最終回（2014年12月4日）

- グルーヴコースター稼働記念パーティ！（2013年11月1日）
- グルーヴコースター新曲追加記念 MV放送＆新曲プレイスペシャル（2014年1月31日）
- グルーヴコースター生放送〜エキシビションマッチに大発表も〜（2014年5月17日）
- グルーヴコースターEX生放送（2014年7月27日）
- グルーヴコースター2 稼働記念パーティー（2015年1月21日）

- モンスターハンター フロンティアG狩猟解禁記念 実況特番（2013年11月23日）
- Xboxオンラインゲーム祭り 『モンスターハンター フロンティアG』編（2013年12月15日）
- モンスターハンター フロンティアG オリジナルG級モンスターを狩り尽くせ特番（2014年2月8日）
- モンスターハンター フロンティアG 新武器種「穿龍棍」実装記念オリジナルG級モンスターを狩りつくせ特番（2014年5月2日）
- モンスターハンター フロンティアG オリジナルG級モンスターを狩り尽くせ特番（2014年2月8日）
- 【モンスターハンター メゼポルタ開拓記！最速実況プレイROOM！（2014年11月29日）
- モンハン特番2015 Summer（2015年7月20日）

- 『HOUNDS実況プレイROOM』始動！5時間ぶっ通しプレイ（2014年1月29日）
- 『HOUNDS実況プレイROOM』5時間ぶっ通しプレイ（2014年2月16日）
- 『HOUNDS実況プレイROOM』 開催（2014年5月18日）

- 『バットマン アーカム・シティ』30時間ぶっ通し生放送！（2012年4月6日）
- 『SIREN』シリーズ+人気ホラーゲーム81時間ぶっ通し生放送！（2012年8月10日）
- 『風来のシレン』『風来のシレン4plus』ぶっ通し24時間実況プレイ（2012年10月5日）
- 一遊闘魂〜PlayStation 炎のタイトルマッチ〜（2012年12月8日）
- 『龍が如く』シリーズ73時間ぶっ通しゲーム実況（2013年1月2日）
- wktkの枠（2013年3月9日、2014年2月22日）※JFNラジオとも連動放送
- The Last of Us発売直前特番！夜な夜なはじまるサバイバル！（2013年6月16日）
- 零シリーズ+フリーゲーム 72時間ゲーム実況（2013年8月9日 - 8月12日）
- 『ロストプラネット3』『ダンジョンズ&ドラゴンズ』〜カプコンサマースペシャル生放送（2013年8月29日）
- 魔法使いと黒猫のウィズ生放送（2013年9月9日）
- みんなでスペースインベーダー〜で戦ってみた（2014年1月3日）
- 『ファイナルファンタジーIII・IV・レジェンズ』お正月52時間ゲーム実況（2014年1月3日）
- NHK Eテレ『Rの法則』番組収録と実況コラボ（2014年1月11日、2014年5月10日）
- 「セインツロウ」シリーズ30時間ぶっ通しゲーム実況（2014年1月19日）
- 『デッドフォール アドベンチャーズ』と『スチームワード ディグ』生実況！（2013年11月12日）MSSPとはじめる『スリングショットブレイブズ』（2014年4月21日）
- ケイオスクルセイダーズ実況プレイROOM（2014年5月7日）
- LEFT 4 DEAD -生存者たち-　MSSP＆渡辺浩弐　徹底解説ニコ生（2014年5月14日）
- N-1グランプリ2014 -presented by mixi- （2014年5月25日）※審査員として出演
- 宮本慎也さんとMSSPが競演！レジェンドナインゲーム実況番組（2014年5月31日）
- 「マビノギ英雄伝」実況主はクリアできるか？（2014年6月14日）
- ウォッチドッグス公式フライングプレイ （2014年6月21日）
- MSSPとアノ男が対決!?『三国志ロワイヤル』生放送（2014年7月8日）
- 日本生命プレゼンツ番組編成会議（2014年7月11日）
- 自作ゲーム69作品48時間ぶっ通しゲーム実況（2014年8月15日）
- MSSP書籍発売記念！自作のゲームで実況生放送!?（2014年10月1日）
- MSSP×TDG◆さいかち展にMSSPがやってくる！（2014年10月3日）
- ドラゴンボールヒーローズ4周年イベント　ブロリー超サイヤ人4爆誕祭（2014年10月5日）
- 公式放送 キヨチャンネル開設記念「ゲーム実況者人狼」（2014年11月8日）
- ニコニコ x Xbox One（ニコワン） #7　Halo＆Call of Duty特集（2014年11月15日）
- スカイ・ロア 実況プレイROOM（2014年11月21日）
- アプリ版『ソリティ馬』配信記念生放送（2014年12月9日）
- ファイナルファンタジー エクスプローラーズ24時間ゲーム実況（2014年12月20日）
- 天地を駆けるファンタジーMMOPRG「ICARUS ONLINE」（2015年1月16日）
- 悪魔vs天使 30周年記念 ビックリマン特番（2015年1月23日）
- MSSPが一番くじを紹介してみた（2015年1月25日）
- 『ゼルダの伝説 時のオカリナ 3D』ミンナでクリア！ゲーム実況リレー（2015年2月6日）
- ゲームセンターの最新ゲームマシン展示会　JAEPO2015 セガブースより生中継（2015年2月14日）
- 『Wonderland Wars』公式ニコニコ生放送（2015年2月17日）
- さあ無敵の帝国を！ もう『Game of War』を知らないなんて言わせないよ絶対！5時間ぶっ通し放送（2015年2月28日、2015年3月21日）
- ファイナルファンタジーVI 24時間ぶっ通しゲーム実況（2015年3月28日、2015年5月16日、5月17日）
- ライブ・ア・ライブ28時間実況（2015年7月4日、2015年7月5日）
- 『ジャンプ＋』創刊1周年記念！ニコ生SP！（2015年10月3日）
- ヤフヤフ学園抜打ちテスト（2016年4月23日）

### 公式放送（Youtube）
- マインクラフトだいたい20時間ライブ！（2014年12月20日） [53]
- SEGA『Wonderland Wars』実況動画（2015年1月19日・23日）
- オールナイトニッポンw（2015年2月6日 - 12月25日）※毎週金曜配信
- マインクラフトWEEK with Google Play（2015年3月22日・30日）[54][55]
- マインクラフトWEEK 2 with Google Play（2015年7月30日）[56]
- 【サマナーズウォー公式生放送】MSSP×アキーラ Youtube降臨ですの!（2017年2月1日）[57]
- 【2/27サマナーズウォー公式生放送】MSSP×アキーラ Youtube降臨ですの!#2（2017年2月27日）[58]
- 【3/28サマナーズウォー公式生放送】MSSP×アキーラ Youtube降臨ですの!#3（2017年3月28日）[59]
- 【4/25サマナーズウォー公式生放送】MSSP×アキーラ Youtube降臨ですの!#4（2017年4月25日）[60]
- 【5/30サマナーズウォー公式生放送】MSSP×アキーラ Youtube降臨ですの!#5（2017年5月30日）[61]
- 【6/26サマナーズウォー公式生放送】MSSP×アキーラ Youtube降臨ですの!#6（2017年6月26日）[62]
- 「ファイナルファンタジー15：新たなる王国」公式生放送番組「あらなま」（2017年8月23日）[63]
- 「ファイナルファンタジー15：新たなる王国」公式生放送番組「あらなま」#2（2017年9月19日）[64]
- 「ファイナルファンタジー15：新たなる王国」公式生放送番組「あらなま」#3（2017年10月23日）[65]
- 「ファイナルファンタジー15：新たなる王国」公式生放送番組「あらなま」#4（2017年12月1日）[66]
- YouTube クリエイターキャンプ 年末ゲームリレー配信（2018年12月28日）[67]
- 【黒い砂漠MOBILE】黒い砂漠クローズドβテスト版を一足先にプレイ!!（2019年2月1日）[68]
- 【黒い砂漠MOBILE】ついに配信開始!!黒い砂漠を４人で実況プレイ!!第1回（2019年2月27日）[69]
- 【黒い砂漠MOBILE】ギルド運営スタート!!黒い砂漠を４人で実況プレイ!!第2回（2019年3月6日）[70]
- 【黒い砂漠MOBILE】ワールドボス「クザカ」に挑戦!!黒い砂漠を４人で実況プレイ!!第3回（2019年3月12日）[71]
- 【黒い砂漠MOBILE】ナイトメアへ突入!!黒い砂漠を４人で実況プレイ!!第4回（2019年3月19日）[72]
- 【黒い砂漠MOBILE】新クラス「ブレイダー」登場!!黒い砂漠を４人で実況プレイ!!第5回（2019年3月28日）[73]
- 【黒い砂漠MOBILE】ついにシャカトゥと直接対決!!黒い砂漠を４人で実況プレイ!!第6回（2019年4月18日）[74]
- 【黒い砂漠MOBILE】新クラス第二弾!!「リトルサマナー」登場!!黒い砂漠を４人で実況プレイ!!第7回（2019年4月25日）[75]
- PUBGストリーマースペシャルマッチ@ニコニコネット超会議2020（2020年4月18日）[76]
- 『ボーダーランズ3』公式生放送!!4人でカオスプレイ!!（2020年12月26日）[77]
- マイクラリレー ～年越し 2020～（2020年12月27日）[78]
- スーパーボンバーマン R オンラインを生放送先行プレイ！！（2021年4月25日）[79]
- APEX LEGENDS LEGACY LAUNCH PARTY（2021年5月5日）[80]
- 【ロードモバイル】MSSPの誰とギルドを組む!?基本プレイ編生放送（2021年5月14日）[81]
- 【ロードモバイル】MSSP最強ギルド決定!?ギルドバトル編生放送（2021年5月29日）[82]
- 【Returnal】PlayStationであそぼうon YouTube Gaming Crosszone（2021年6月12日）※KIKKUN、あろまほっと出演 [83]
- マイクラ プレミアム ステージ（2021年6月26日）[84]
- 「M.S.S Project×Sanrio characters」コラボ記念生放送（2021年7月5日）[85]
- 「桃鉄GP 2021夏 エキシビションマッチ」（2021年10月3日）※KIKKUN出演 [86]
- Happyくじ「M.S.S Project×Sanrio characters 」特別生放送！（2021年10月25日）[87]
- 【Battlefield 2042】発売記念配信～芸人&ストリーマー混合対決～（2021年11月20日）[88]
- マイクラリレー 2021 〜アップデート！〜（2021年12月28日）[89]
- プロジェクトセカイ カラフルステージ！ feat.初音ミク　お正月配信リレー（2022年1月2日）※FB777出演 [90]
- マイクラバーサス　エンダードラゴン対抗戦（2022年4月9日）※FB777出演 [91]
- マイクラリレー 2022　〜みんなのストーリー～（2022年12月27日）[92]
- 待望の最新作！！桃鉄ワールドを発売前にあそんじゃう生！！（2023年11月13日）[93]
- マイクラサバイバル　クリーパー大量発生中！（2023年12月22日 - 12月23日）[94]
- プロジェクトセカイWorld Championship 2024 Spring powered by ヴァイスシュヴァルツ（2024年4月13日）　※FB777出演[95]
- マイクラリレー　〜君の世界をカタチにしよう〜（2024年5月18日）[96]
- Minecraft Japan公式ショート動画『【MSSP流】夏のマインクラフトリゾート』（2024年8月27日）[97]
- マイクラバーサス　サマーバトル！（2024年8月31日）※eoheoh出演[98]
- マイクラリレー2024 〜勇気をつなげよう〜（2024年12月28日）[99]
- BitSummit the 13th / ビットサミット13「前夜祭配信」「MSSPのクリエイターズトーク」（2025年7月18日 - 20日）※FB777、eoheoh出演[100]
- Call of Duty: Mobile SEASON6開始記念 OFFICIAL STREAMING（2025年7月6日）※FB777、eoheoh出演[101]

### イベント
- ニコニコ超会議、ニコニコ超パーティー
  - ニコニコ超会議2（2013年4月26日・27日、幕張メッセ）[102]
  - ニコニコ超パーティー2（2013年4月26日・27日、幕張メッセ）[103]
  - ニコニコ超会議3（2014年4月26日・27日、幕張メッセ）[104]
  - ニコニコ超会議2015（2015年4月25日・26日、幕張メッセ）[105]
  - ニコニコ超会議2016（2016年4月29日・30日、幕張メッセ）[106]
  - ニコニコ超パーティー2017（2017年11月3日、さいたまスーパーアリーナ）[107]
  - ニコニコ超パーティー2018（2018年11月3日、さいたまスーパーアリーナ）[108]
  - ニコニコネット超会議2021（2021年4月29日・5月1日）[109][110]
  - ニコニコ超会議2022（2022年5月4日、幕張メッセ）[111]
  - ニコニコ超会議2024（2024年4月27日、幕張メッセ）※あろまほっと出演[112]
  - ニコニコ超会議2025（2025年4月26日、幕張メッセ）※あろまほっと出演[113]
- 初音ミク公式イベント「マジカルミライ」(2013年8月30日) [114]
- 【生カオス実況】グルーヴコースター稼働前日イベント〜MSSPとあそぼう！〜（2013年11月4日、タイトーステーションBIGBOX高田馬場店）[115]
- JAEPO「グルーヴコースター」スペシャルステージ（2014年2月14日 - 15日、幕張メッセ）[116]
  - M.S.S Project x グルーヴコースター限定NESiCAが配布された
- MSSP書籍発売記念！自作のゲームで実況生放送!?（2014年10月1日、ユナイテッドシネマ豊洲）[117]
- 第27回東京国際映画祭　M.S.S Projectがニコ動ナビゲーター就任！（2014年10月23日 - 31日） [118]
- 【脱出ゲーム】海底60マイルからの脱出〜俺たちは絶対に脱出したい〜inサンシャイン水族館（2014年12月29日）[119]
- ジャパン アミューズメント エキスポ2015（2015年2月14日 - 15日、幕張メッセ） [120]
- 「スクール オブ ラグナロク」オープニングイベント＆ロケテスト大会（2015年2月27日、タイトーステーション秋葉原店）[121]
- しぐなるぜろ -Signal Zero-（2023年9月10日）※FB777、KIKKUN出演[122]
- しぐなるぜろ -Signal Zero-追加公演（2023年11月26日）※FB777、KIKKUN出演[123]
- 『新クトゥルフ神話TRPG–リハーサルが終わらない–』公式ライブステージ Day2（2025年3月9日）※FB777出演[124]
- しぐなるわん -Signal One-（2025年4月29日）[125]
- BitSummit the 13th / ビットサミット13（2025年7月18日 - 20日開催）※FB777、eoheoh出演[100]
- MSSPは一見さんお断り？！〜終わらない夏休み〜（2025年8月30日開催予定）[126]

## ライブ

### 単独音楽ライブ
| 年   | タイトル                                                                                        | 開催日・会場 | 備考                                                                                                   |
| ---- | ----------------------------------------------------------------------------------------------- | --- | --- |
| 2014 | M.S.S Project 1st Live Phantom of Chaos 2014                                                    | 2月24日 東京 赤坂BLITZ | |
| 2014 | M.S.S Project 1st Live Phantom of Chaos 2014 追加公演                                           | 3月29日 東京 渋谷公会堂 | |
| 2015 | M.S.S Project Chaotic Heaven Party 2015                                                         | 6公演 11月11日 東京 TOKYO DOME CITY HALL 11月28日 愛知 愛知県芸術劇場 12月5日 福岡 福岡サンパレス 12月13日 大阪 大阪国際会議場 12月20日 神奈川 パシフィコ横浜 12月26日 北海道 ニトリ文化ホール | |
| 2016 | M.S.S Project Tour 2016 Phantasia of Light&Darkness～光と闇のファンタジア～                     | 9公演 11月6日 千葉 千葉県文化会館 11月12日 広島 広島文化学園HBGホール 11月20日 福岡 福岡サンパレス 11月27日 兵庫 神戸国際会館 12月3日 神奈川 パシフィコ横浜 12月11日 大阪 大阪国際会議場 12月23日 北海道 ニトリ文化ホール 12月25日 愛知 名古屋国際会議場 12月28日 東京 東京国際フォーラム | |
| 2016 | M.S.S Project Tour 2016 Phantasia of Light&Darkness〜光と闇のファンタジア〜 Final at 日本武道館 | 2017年2月18日 東京 日本武道館 | |
| 2017 | M.S.S Project Tour 2017 PHOENIX -Eternal Flame-                                                 | 9公演 11月23日 愛知 名古屋国際会議場 12月26日 神奈川 川崎市スポーツ・文化総合センター 12月2日 栃木 宇都宮市文化会館 12月9日 福岡 北九州ソレイユホール 12月10日 大阪 大阪国際会議場 12月17日 千葉 舞浜アンフィシアター 12月23日 宮城 仙台サンプラザホール 12月24日 神奈川 パシフィコ横浜 12月28日 東京 東京国際フォーラム                                                                                         | |
| 2017 | M.S.S Project Tour 2017 ～PHOENIX-Eternal Flame-～ FINAL at 横浜アリーナ                        | 2018年3月21日 神奈川 横浜アリーナ | |
| 2019 | M.S.S Project Live Tour 2019 PANZER -The Ultimate Four -                                        | 10公演 2月11日 千葉 市川市文化会館 2月13日 東京 NHKホール 2月16日 埼玉 大宮ソニックシティ 2月23日 神奈川 相模女子大学グリーンホール 3月1日 大阪 大阪国際会議場 3月3日 愛知 日本特殊陶業市民会館 3月10日 福岡 北九州ソレイユホール 3月17日 北海道 苫小牧市民会館 3月21日 宮城 東京エレクトロンホール宮城 3月24日 兵庫 神戸国際会館                                                                                | |
| 2019 | M.S.S Project Live Tour 2019 PANZER -The Ultimate Four - FINAL at SAITAMA SUPER ARENA           | 4月29日 埼玉 さいたまスーパーアリーナ | |
| 2020 | M.S.S Project Live Tour 2020 PERIOD - The Next Phase -                                          | 12公演 2月7日 東京 豊洲PIT 2月10日 東京 Zepp Tokyo 2月11日 東京 Zepp Tokyo 2月14日 大阪 Zepp Namba 2月15日 大阪 Zepp Namba 2月21日 北海道 Zepp Sapporo 2月24日 宮城 仙台PIT 2月27日 愛知 Zepp Nagoya ※中止 2月29日 福岡 Zepp Fukuoka ※中止 3月1日 大阪 Zepp Osaka Bayside ※中止 3月3日 東京 Zepp DiverCity ※中止 3月4日 東京 Zepp DiverCity ※有観客での開催を中止                                                | 国内Zeppホールを回る全12公演予定であったが、新型コロナウイルス感染拡大を受け、2月27日以降5公演を中止。 |
| 2020 | M.S.S Project Live Tour 2020 PERIOD - The Next Phase -                                          | 3月4日 東京 Zepp DiverCity | 無観客での開催。YouTube生配信を実施。                                                                  |
| 中止 | M.S.S Project Live Tour 2020 PERIOD - The Next Phase - GRAND FINAL at 横浜スタジアム            | | 2020年5月23日開催予定であったが、新型コロナウイルス感染拡大を受け中止。                                |
| 2022 | M.S.S Project -COSMOS- StarLight Tour 2022 ～THE ORIGIN～                                       | 13公演 2月2日 神奈川 KT Zepp Yokohama 2月3日 神奈川 KT Zepp Yokohama 2月6日 北海道 Zepp Sapporo 2月16日 東京 Zepp Haneda 2月17日 東京 Zepp Haneda 2月22日 大阪 Zepp Osaka Bayside 2月23日 大阪 Zepp Osaka Bayside 3月6日 愛知 Zepp Nagoya 3月13日 宮城 仙台GIGS 3月17日 大阪 Zepp Namba 3月27日 福岡 Zepp Fukuoka 3月30日 東京 Zepp DiverCity(TOKYO) 3月31日 東京 Zepp DiverCity(TOKYO)                          | |
| 2023 | M.S.S Project Tour 2023 蒼翠炎雷                                                                | 13公演 2月17日 神奈川 KT Zepp Yokohama 2月18日 神奈川 KT Zepp Yokohama 2月26日 北海道 Zepp Sapporo 3月1日 東京 Zepp Haneda 3月2日 東京 Zepp Haneda 3月5日 福岡 Zepp Fukuoka 3月11日 宮城 仙台GIGS 3月17日 大阪 Zepp Osaka Bayside 3月18日 大阪 Zepp Osaka Bayside 3月21日 愛知 Zepp Nagoya 3月23日 東京 Zepp DiverCity 3月24日 東京 Zepp DiverCity 3月30日 大阪 Zepp Namba                                       | |
| 2024 | M.S.S Project Tour 2024 15th Anniversary LIVE                                                   | 12公演 2月15日 東京 Zepp DiverCity 2月16日 東京 Zepp DiverCity 2月23日 宮城 仙台GIGS 3月3日 北海道 Zepp Sapporo 3月8日 大阪 Zepp Osaka Bayside 3月9日 大阪 Zepp Osaka Bayside 3月15日 神奈川 KT Zepp Yokohama 3月16日 神奈川 KT Zepp Yokohama 3月20日 福岡 Zepp Fukuoka 3月25日 東京 Zepp DiverCity 3月30日 愛知 Zepp Nagoya 3月31日 大阪 Zepp Namba                                                             | |
| 2024 | M.S.S.Platinum LIVE at BUDOKAN -15th Anniversary-                                               | 9月9日 東京 日本武道館 | |
| 2025 | M.S.S Project TOUR2025 ～サンダーボルト～                                                       | 13公演 2月14日 神奈川 KT Zepp Yokohama 2月15日 神奈川 KT Zepp Yokohama 2月23日 大阪 Zepp Osaka Bayside 2月24日 愛知 Zepp Nagoya 3月1日 北海道 Zepp Sapporo 3月7日 東京 Zepp DiverCity (TOKYO) 3月8日 東京 Zepp DiverCity (TOKYO) 3月16日 宮城 仙台GIGS 3月20日 大阪 Zepp Namba (OSAKA) 3月21日 大阪 Zepp Namba (OSAKA) 3月23日 東京 Zepp Haneda(TOKYO) 3月24日 東京 Zepp Haneda(TOKYO) 3月30日 福岡 Zepp Fukuoka | |
| 2025 | M.S.S PROJECT TOUR2025 FINAL サンダーボルト～怒りの電圧１億Volt at 横浜アリーナ～               | 5月18日 神奈川 横浜アリーナ | |

### ファンミーティングイベント
「Soul Meeting Tour」をはじめとする観客一体型イベント。音楽ライブとの差別化を図りゲーム実況とバラエティ企画をメインに行う。
| 年   | タイトル                                                                                               | 開催日・会場 | 備考                                   |
| ---- | --- | --- | -------------------------------------- |
| 2016 | M.S.S Project Soul Meeting Tour 2016                                                                   | 15公演 7月3日 千葉 松戸森のホール21 7月10日 福岡 福岡市民会館 7月16日 静岡 静岡市民文化会館 7月18日 兵庫 神戸国際会館 7月22日 北海道 札幌市教育文化会館 7月24日 岩手 盛岡市民文化ホール 7月30日 愛知 名古屋国際会議場 8月7日 大阪 オリックス劇場 8月8日 広島 上野学園ホール 8月11日 神奈川 相模女子大学グリーンホール 8月13日 長野 ホクト文化ホール 8月14日 新潟 新潟テルサ 8月21日 埼玉 さいたま市文化センター 8月28日 宮城 東京エレクトロンホール宮城 8月30日 東京 中野サンプラザ |                                        |
| 2017 | M.S.S Project Soul Meeting Tour 2017                                                                   | 11公演 7月22日 北海道 Zepp Sapporo 7月23日 北海道 Zepp Sapporo 7月27日 千葉 松戸森のホール21 7月29日 兵庫 神戸国際会館 7月30日 岐阜 長良川国際会議場 8月5日 岡山 岡山市民会館 8月6日 福岡 福岡市民会館 8月11日 埼玉 さいたま市文化センター 8月12日 宮城 仙台サンプラザホール 8月20日 大阪 大阪国際会議場 8月29日 東京 中野サンプラザ |                                        |
| 2018 | M.S.S Project Soul Meeting Tour 2018                                                                   | 11公演 7月21日 神奈川 川崎市スポーツ・文化総合センター 7月26日 千葉 市川市文化会館 7月29日 北海道 わくわくホリデーホール 8月5日 東京 オリンパスホール八王子 8月11日 愛知 刈谷市総合文化センター 8月12日 兵庫 神戸国際会館 8月18日 福岡 福岡市民会館 8月19日 大阪 大阪国際会議場 8月24日 埼玉 大宮ソニックシティ 8月25日 宮城 東京エレクトロンホール宮城 8月30日 東京 中野サンプラザ                                                                                                 |                                        |
| 2018 | M.S.S Project 〜Holy Soul Party 2018〜                                                                 | 3公演 12月20日 大阪 オリックス劇場 12月23日 神奈川 パシフィコ横浜 ※昼夜2公演 |                                        |
| 2019 | M.S.S Project Soul Meeting Tour 2019                                                                   | 13公演:7月20日 岐阜 長良川国際会議場 7月21日 京都 ロームシアター京都 7月25日 東京 昭和女子大学・人見記念講堂 7月30日 千葉 市川市文化会館 8月3日 兵庫 神戸国際会館 8月4日 福岡 福岡市民会館 8月10日 宮城 仙台サンプラザホール 8月12日 北海道 札幌市民ホール 8月18日 大阪 大阪国際会議場 8月24日 神奈川 川崎市スポーツ・文化総合センター 8月25日 愛知 日本特殊陶業市民会館 8月27日 東京 中野サンプラザ 8月30日 埼玉 大宮ソニックシティ                                                |                                        |
| 2019 | M.S.S Project 〜Holy Soul Party 2019〜                                                                 | 3公演 12月20日 大阪 大阪国際会議場 12月22日 神奈川 パシフィコ横浜 ※昼夜2公演 |                                        |
| 2020 | VIRTUAL 夏祭り THEATER                                                                                 | 8月22日 - 23日 | オンライン開催                         |
| 2021 | M.S.S Project M.S.S.Pic 2021 ～ マジで?スポーツ!?するの??パニックなんですけど！！！MSSP的真夏の祭典 ～ | 6公演 7月24日 京都 ロームシアター京都 7月25日 愛知 日本特殊陶業市民会館 8月8日 宮城 仙台サンプラザホール 8月15日 北海道 カナモトホール 8月26日 東京 中野サンプラザ 8月29日 福岡 福岡市民会館 |                                        |
| 2021 | M.S.S Project -X'mas- StarNight PREMIUM Show 2021                                                      | 3公演 12月17日 大阪 大阪国際会議場 12月19日 神奈川 パシフィコ横浜 ※昼夜2公演 |                                        |
| 2022 | M.S.S Project M.S.S.Park 2022                                                                          | 4公演 8月9日 東京 中野サンプラザ 8月10日 東京 中野サンプラザ 8月13日 愛知 日本特殊陶業市民会館 8月14日 大阪 大阪国際会議場 |                                        |
| 2023 | M.S.S.Party                                                                                            | 5月5日 神奈川 神奈川県民ホール ※昼夜2公演 | ニコニコチャンネル会員限定イベント     |
| 2023 | M.S.S Project Soul Meeting Tour 2023                                                                   | 9公演 8月1日 東京 LINE CUBE SHIBUYA 8月2日 東京 LINE CUBE SHIBUYA 8月4日 福岡 キャナルシティ劇場 8月9日 宮城 仙台サンプラザホール 8月12日 愛知 日本特殊陶業市民会館 8月13日 大阪 大阪国際会議場 8月18日 千葉 市川市文化会館 8月20日 神奈川 川崎市スポーツ・文化総合センター 8月24日 埼玉 大宮ソニックシティ | 8月1日はニコニコチャンネル会員限定公演 |
| 2024 | M.S.S.Platinum LIVE at BUDOKAN -15th Anniversary- 前夜祭                                               | 4公演 7月28日 愛知 日本特殊陶業市民会館 ※昼夜2公演 8月17日 大阪 大阪国際会議場 ※昼夜2公演 |                                        |
| 2025 | MSSP学園（開催予定）                                                                                   | 8公演 8月9日 京都 ロームシアター京都 ※昼夜2公演 8月10日 福岡 福岡国際会議場 ※昼夜2公演 8月17日 愛知 日本特殊陶業市民会館 ※昼夜2公演 8月24日 東京 立川ステージガーデン ※昼夜2公演 |                                        |

## CD

### シングル
| 1. Egoist Unfair                  | 歌:KIKKUN-MK-Ⅱ&FB777/作曲・作詞:KIKKUN-MK-II |
| 2. Time Crash                     | 作曲:FB777                                   |
| 3. Over Road                      | 作曲:KIKKUN-MK-Ⅱ                             |
| 4. Egoist Unfair (off vocal ver.) |                                              |
| 5. 無駄トーク4                    |                                              |

| 1. アスヘノBRAVE                        | 歌:M.S.S Project/作曲・作詞:KIKKUN-MK-II |
| 2. M.S.S.Panzer                         | 歌:M.S.S Project/作曲・作詞:FB777        |
| 3. スターダストメモリー                 | 歌・作曲・作詞:FB777                     |
| 4. Bullet Impulse                       | 作曲:KIKKUN-MK-Ⅱ                         |
| 5. アスヘノBRAVE(off vocal ver.)        |                                          |
| 6. M.S.S.Panzer(off vocal ver.)         |                                          |
| 7. スターダストメモリー(off vocal ver.) |                                          |
| 8. 無駄トーク7                          |                                          |

| 1. ZEROから始◎ドーナッツ☆                  | 作詞・作曲:Team MSSP |
| 2. ZEROから始◎ドーナッツ☆ 〜Miku flavor〜  | 作詞・作曲:Team MSSP |
| 3. ZEROから始◎ドーナッツ☆ 〜Plain flavor〜 | 作曲:Team MSSP       |
| 4. Minus Zero CAL                          | 作曲:FB777           |
| 5. 無駄トーク12 〜ドーナッツ編〜           |                      |

### アルバム
| 1. THE WORLDS           | 歌:初音ミク/作曲:FB777/作詞:FB777、eoheoh /編曲:KIKKUN-MK-Ⅱ       |
| 2. ALL IN MY HEART      | 作曲:FB777/編曲:KIKKUN-MK-II                                      |
| 3. Code name【PUDDING】 | 歌:初音ミク/作曲・作詞:FB777                                      |
| 4. Android VII          | 歌:初音ミク/作曲・作詞:FB777                                      |
| 5. 7engine              | 作曲:FB777                                                        |
| 6. Whereabouts of curry | 歌:初音ミク/作曲:FB777/作詞:eoheoh                                |
| 7. SPACE JUNGLE 45      | 作曲:FB777                                                        |
| 8. MIRAGE VI            | 歌:初音ミク/作曲・作詞:FB777                                      |
| 9. IRON STORY           | 作曲:FB777                                                        |
| 10. BLUELINE            | 作曲:FB777                                                        |
| 11. 最後の歌            | 歌:初音ミク/作曲・作詞:FB777                                      |
| 12. Game Master         | 作曲:FB777/編曲:KIKKUN-MK-Ⅱ                                       |
| 13. LAsErBeAm           | 作曲:FB777                                                        |
| 14. ANCIENT             | 歌:GUMI/作曲:FB777/作詞:FB777、あろまほっと                       |
| 15. M.S.S.Planet        | 歌:初音ミク、GUMI/作曲:FB777 /作詞:M.S.S Project/編曲:KIKKUN-MK-Ⅱ |
| 16. 無駄トーク          |                                                                   |

| 1. THE BLUE                                         | 歌:初音ミク/作曲・作詞:FB777                       |
| 2. DEGI EARTH                                       | 作曲:FB777                                         |
| 3. RAGNAROCK ～ラグナロクオンライン11th記念ソング～ | 歌:初音ミク & GUMI /作曲:FB777/作詞:FB777 & eoheoh |
| 4. 2DIMENSION                                       | 作曲:FB777                                         |
| 5. CELESTIAL                                        | 歌:初音ミク/作曲・作詞:FB777                       |
| 6. 雷凛永彩                                         | 歌:初音ミク/作曲・作詞:FB777                       |
| 7. BLACK and FIRE                                   | 歌:GUMI/作曲・作詞:FB777                           |
| 8. KIKKUNのテーマ                                   | 作曲:FB777                                         |
| 9. Super High Speed Jupiter                         | 歌:初音ミク/作曲・作詞:FB777                       |
| 10. M.S.S.Phantom                                   | 歌:初音ミク/作曲:FB777/作詞:M.S.S Project          |
| 11. We are MSSP!                                    | 歌:M.S.S Project/作曲・作詞:KIKKUN-MK-Ⅱ            |
| 12. 無駄トーク2                                     |                                                    |

| 1. M.S.S.Planet        | 作曲・編曲:FB777                                    |
| 2. 2DIMENSION          | 作曲・編曲:FB777                                    |
| 3. KIKKUNのテーマ      | 作曲・編曲:FB777                                    |
| 4. BLACK and FIRE      | 作曲・編曲:FB777                                    |
| 5. ANCIENT             | 作曲・編曲:FB777                                    |
| 6. THE WORLDS          | 歌:HATSUNE MIKU/作曲・編曲:FB777/作詞:eoheoh        |
| 7. THE BLUE            | 作曲・編曲:FB777                                    |
| 8. ALL IN MY HEART     | 作曲・編曲:FB777                                    |
| 9. M.S.S.Phantom       | 作曲・編曲:FB777                                    |
| 10. We are MSSP!       | 歌:M.S.S Project/作曲・作詞:KIKKUN-MK-II/編曲:FB777 |
| 11. RETROID            | 作曲・編曲:FB777                                    |
| 12. M.S.S.PiruPiruTUNE | 歌・作曲・作詞・編曲:FB777                          |

| 1. 幾四音-Ixion-     | 歌:FB777＆KIKKUN-MK-II/FB777                   |
| 2. Nightmare spark   | 作曲:KIKKUN-MK-II                              |
| 3. Liberation        | 作曲:FB777                                     |
| 4. Arrival of Fear   | 歌:FB777＆KIKKUN-MK-II/作曲・作詞:KIKKUN-MK-II |
| 5. CODE RED          | 歌:初音ミク/作曲・作詞:FB777                   |
| 6. Heavenly Particle | 作曲:FB777                                     |
| 7. ENMA DANCE        | 歌:初音ミク/作曲・作詞:FB777                   |
| 8. Phew!             | 作曲:FB777                                     |
| 9. Eternal Knight    | 歌:初音ミク/作曲・作詞:FB777                   |
| 10. FG-X             | 作曲:FB777                                     |
| 11. Awakening        | 歌・作曲・作詞/KIKKUN-MK-II                    |
| 12. SLIVER           | 作曲:FB777                                     |
| 13. Shadow Hearts    | 歌:初音ミク/作曲・作詞:FB777                   |
| 14. M.S.S.Party      | 歌:FB777＆KIKKUN-MK-II/作曲・作詞:KIKKUN-MK-II |
| 15. 無駄トーク3      |                                                |

| 「M.S.S.Party」PV                 |
| 「M.S.S.Party」PVメイキング映像   |
| 「M.S.S.Party」レコーディング風景 |

| 1. Beginning               | 作曲:FB777                                      |
| 2. 三次元Triangle▽JUNCTION | 歌:FB777＆KIKKUN-MK-II/作曲・作詞:FB777         |
| 3. 影光SPECTRUM            | 歌:初音ミク/作曲・作詞:FB777                    |
| 4. Another Sky             | 作曲:KIKKUN-MK-Ⅱ                                |
| 5. MISSING LINK            | 歌・作曲・作詞:あろまほっと/編曲:マツダ・タカシ |
| 6. I`ll be...              | 歌・作曲・作詞:eoheoh/編曲:マツダ・タカシ       |
| 7. Glory Soul              | 歌:M.S.S Project/作曲・作詞:KIKKUN-MK-Ⅱ         |
| 8. Divine Ash              | 作曲:KIKKUN-MK-Ⅱ                                |
| 9. Egoist Unfair           | 歌:FB777＆KIKKUN-MK-Ⅱ/作曲・作詞:KIKKUN-MK-Ⅱ    |
| 10. プロトレジエム         | 作曲:FB777                                      |
| 11. WAKASAGI               | 歌・作曲・作詞:FB777                            |
| 12. ReBirth                | 歌:初音ミク/作曲・作詞:KIKKUN-MK-Ⅱ              |
| 13. M.S.S.Phantasia        | 歌:M.S.S Project/作曲・作詞:FB777               |
| 14. 無駄トーク5            |                                                 |

| 1. Grand Cross                   | 作曲:KIKKUN-MK-Ⅱ                        |
| 2. Metal Slasher Slayers Players | 歌:M.S.S Project/作曲・作詞:FB777       |
| 3. PULSAR                        | 作曲:FB777                              |
| 4. SOUTHERN X                    | 歌:FB777＆KIKKUN-MK-Ⅱ/作曲・作詞:FB777  |
| 5. 花                            | 歌:M.S.S Project/作曲・作詞:FB777       |
| 6. Drive a Go! Go!               | 歌:M.S.S Project/作曲・作詞:KIKKUN-MK-Ⅱ |
| 7. eoheohのテーマ                | 歌・作曲・作詞:eoheoh                   |
| 8. Bio GORIllA                   | 作曲:FB777                              |
| 9. orbit                         | 歌・作曲・作詞:FB777                    |
| 10. World of Silver              | 歌:初音ミク/作曲・作詞:FB777            |
| 11. jade                         | 作曲:FB777                              |
| 12. アスヘノBRAVE                | 歌:M.S.S Project/作曲・作詞:KIKKUN-MK-Ⅱ |
| 13. Stay Dream                   | 歌:M.S.S Project/作曲・作詞:KIKKUN-MK-Ⅱ |
| 14. Colors                       | 歌:M.S.S Project/作曲・作詞:eoheoh      |
| 15. M.S.S.Period                 | 歌:M.S.S Project/作曲・作詞:FB777       |
| 16. 無駄トーク8                  |                                         |

| 1. MSSP音頭                              | 作曲:M.S.S Project/作詞:FB777        |
| 2. F子のテーマ                           | 歌:FB777                             |
| 3. 亡者の声                              | 作曲・作詞:あろまほっと              |
| 4. インチキおじさん                      | 作曲・作詞:FB777                     |
| 5. リアルキーマス RESPECT                | 作曲・作詞:KIKKUN-MK-Ⅱ               |
| 6. 悲しい歌                              | 作曲・作詞:eoheoh                    |
| 7. ４人クソ歌モディファイ                | 作曲・作詞:M.S.S Project             |
| 8. アルプス一万尺「イタッ‼」ver.         | 歌:FB777                             |
| 9. 蛍の光「イタッ‼」ver.                 | 歌:FB777                             |
| 10. ねこふんじゃった「イタッ‼」ver.      | 歌:FB777                             |
| 11. トルコ行進曲「イタッ‼」ver.          | 歌:FB777                             |
| 12. おでん戦争                           | 歌:eoheoh/produced by FB777          |
| 13. 金かして                             | KIKKUN-MK-Ⅱ/produced by あろまほっと |
| 14. Z(World War Z 勝手に作ったテーマ曲） | 作曲:FB777                           |
| 15. M.S.S.Pay                            | 作曲・作詞:KIKKUN-MK-Ⅱ               |

| 1. 奥義不動雷鳴秘孔剣           | 作曲:KIKKUN-MK-Ⅱ                            |
| 2. 妖道中膝栗毛                 | 作曲・作詞:あろまほっと/作曲・編曲:やしきん |
| 3. Arrival of Fear 蒼翠炎雷ver. | 作曲・作詞:KIKKUN-MK-Ⅱ                      |
| 4. ALL IN MY HEART 蒼翠炎雷ver. | 作曲:FB777                                  |
| 5. Ein                          | 作曲:松島州伸/作詞:eoheoh/編曲:FB777        |
| 6. KIKKUNのテーマ 蒼翠炎雷ver.  | 作曲:FB777                                  |
| 7. TOKISHIRAZU                  | 作曲・作詞:FB777                            |
| 8. 雹                           | 作曲:FB777                                  |
| 9. ばぁすとSAMURAI              | 作曲・作詞:KIKKUN-MK-Ⅱ                      |
| 10. パン工場の秘密              | 作曲:KIKKUN-MK-Ⅱ                            |
| 11. 蒼翠炎雷                    | 作曲・作詞:FB777                            |
| 12. 無駄トーク10                |                                             |

| 1. ENMA DANCE     |
| 2. WAKASAGI       |
| 3. パン工場の秘密 |
| 4. Cosmic Ocean   |
| 5. 妖道中膝栗毛   |
| 6. 蒼翠炎雷       |
| 7. アスヘノBRAVE  |

### ベストアルバム
| 1. Break Out                       | 作曲:KIKKUN-MK-Ⅱ                                |
| 2. L4D勝手に作ったテーマ曲         | 歌:M.S.S Project/作曲・作詞:FB777               |
| 3. Borderlands勝手に作ったテーマ曲 | 歌:M.S.S Project/作曲・作詞:KIKKUN-MK-Ⅱ         |
| 4. KIKKUNのテーマ                  | 作曲:FB777                                      |
| 5. ALL IN MY HEART                 | 作曲:FB777                                      |
| 6. THE WORLDS                      | 歌:初音ミク/作曲:FB777/作詞:FB777、eoheoh       |
| 7. Ghost                           | 作曲:FB777                                      |
| 8. 2DIMENSION                      | 作曲:FB777                                      |
| 9. THE BLUE                        | 歌:初音ミク/作曲・作詞:FB777                    |
| 10. M.S.S.Planet                   | 歌:初音ミク、GUMI/作曲:FB777/作詞:M.S.S Project |
| 11. M.S.S.Phantom                  | 歌:初音ミク/作曲・作詞:FB777                    |
| 12. We are MSSP!                   | 歌:M.S.S Project/作曲・作詞:KIKKUN-MK-Ⅱ         |
| 13. SLIVER                         | 作曲:FB777                                      |
| 14. M.S.S.PiruPiruTUNE             | 歌・作曲・作詞:FB777                            |
| 15. Eternal Knight                 | 歌:初音ミク/作曲・作詞:FB777                    |
| 16. Phew!                          | 作曲:FB777                                      |
| 17. 幾四音-Ixion-                  | 歌:FB777＆KIKKUN-MK-Ⅱ/作曲・作詞:FB777          |
| 18. M.S.S.Party                    | 歌:M.S.S Project/作曲・作詞:KIKKUN-MK-Ⅱ         |
| 19. ENMA DANCE                     | 歌:初音ミク/作曲・作詞:FB777                    |

| 1. Awakening               | 歌・作曲・作詞:KIKKUN-MK-Ⅱ                      |
| 2. Shadow Hearts           | 歌:初音ミク/作曲・作詞:FB777                    |
| 3. Egoist Unfair           | 歌:FB777＆KIKKUN-MK-Ⅱ/作曲・作詞:KIKKUN-MK-Ⅱ    |
| 4. Over Road               | 作曲:KIKKUN-MK-Ⅱ                                |
| 5. 影光SPECTRUM            | 歌:初音ミク/作曲・作詞:FB777                    |
| 6. 三次元Triangle▽JUNCTION | 歌:FB777＆KIKKUN-MK-Ⅱ/作曲・作詞:FB777          |
| 7. MISSING LINK            | 歌・作曲・作詞:あろまほっと/編曲:松田貴志       |
| 8. I'll be...              | 歌・作曲・作詞:eoheoh/編曲:松田貴志             |
| 9. Glory Soul              | 歌:M.S.S Project/作曲・作詞:KIKKUN-MK-Ⅱ         |
| 10. プロトレジエム         | 作曲:FB777                                      |
| 11. WAKASAGI               | 歌・作曲・作詞:FB777                            |
| 12. M.S.S.Phantasia        | 歌:M.S.S Project/作曲・作詞:FB777               |
| 13. ReBirth                | 歌:初音ミク/作曲・作詞:KIKKUN-MK-Ⅱ              |
| 14. Wish～この場所で～     | 歌・作曲・作詞:KIKKUN-MK-Ⅱ                      |
| 15. 11光年クエスト         | 歌:FB777＆KIKKUN-MK-Ⅱ/作曲・作詞:FB777          |
| 16. M.S.S.Phoenix          | 歌:M.S.S Project/作曲・作詞:FB777/編曲:松田貴志 |
| 17. 無駄トーク6            |                                                 |

| 1. M.S.S.Planet       | Vocal:初音ミク&GUMI/作曲:FB777/作詞:M.S.S Project/編曲:KIKKUN-MK-Ⅱ |
| 2. M.S.S.Phantom      | Vocal:初音ミク/作曲:FB777/作詞:M.S.S Project                       |
| 3. We are MSSP!       | Vocal:M.S.S Project/作曲・作詞:KIKKUN-MK-Ⅱ                         |
| 4. M.S.S.PiruPiruTUNE | Vocal・作曲・作詞:FB777                                            |
| 5. M.S.S.Party        | Vocal:M.S.S Project/作曲・作詞:KIKKUN-MK-Ⅱ                         |
| 6. Egoist Unfair      | Vocal:FB777&KIKKUN-MK-Ⅱ/作曲・作詞:KIKKUN-MK-Ⅱ                     |
| 7. M.S.S.Phantasia    | Vocal:M.S.S Project/作曲・作詞:FB777                               |
| 8. M.S.S.Phoenix      | Vocal:M.S.S Project/作曲・作詞:FB777/編曲:松田貴志                 |
| 9. アスヘノBRAVE      | Vocal:M.S.S Project/作曲・作詞:KIKKUN-MK-Ⅱ                         |
| 10. M.S.S.Panzer      | Vocal:M.S.S Project/作曲・作詞:FB777                               |
| 11. M.S.S.Period      | Vocal:M.S.S Project/作曲・作詞:FB777                               |
| 12. Stay Dream        | Vocal:M.S.S Project/作曲・作詞:KIKKUN-MK-Ⅱ                         |
| 13. M.S.S.Pay         | Vocal:M.S.S Project/作曲・作詞:KIKKUN-MK-Ⅱ                         |
| 14. COSMOS            | Vocal:M.S.S Project/作曲・作詞:FB777                               |
| 15. 蒼翠炎雷          | Vocal:M.S.S Project/作曲・作詞:FB777                               |
| 16. FRONT LINE        | Vocal:M.S.S Project/作曲・作詞:M.S.S Project                       |

| 17. IRON STORY              | 作曲:FB777                                                            |
| 18. KIKKUNのテーマ          | 作曲:FB777                                                            |
| 19. ENMA DANCE              | Vocal:初音ミク/作曲・作詞:FB777                                       |
| 20. Shadow Hearts           | Vocal:初音ミク/作曲・作詞:FB777                                       |
| 21. 三次元Triangle▽JUNCTION | Vocal:FB777&KIKKUN-MK-Ⅱ/作曲・作詞:FB777                              |
| 22. Glory Soul              | Vocal:M.S.S Project/作曲・作詞:KIKKUN-MK-Ⅱ                            |
| 23. WAKASAGI                | Vocal・作曲・作詞:FB777                                               |
| 24. L4D勝手に作ったテーマ曲 | Vocal:M.S.S Project/作曲・作詞:FB777                                  |
| 25. 花                      | Vocal:M.S.S Project/作曲・作詞:FB777                                  |
| 26. eoheohのテーマ          | Vocal・作曲・作詞:eoheoh                                              |
| 27. Bio GORIllA             | 作曲:FB777                                                            |
| 28. orbit                   | Vocal・作曲・作詞:FB777                                               |
| 29. Colors                  | Vocal:M.S.S Project/作曲・作詞:eoheoh                                 |
| 30. AnDRoMeDa               | 作曲:KIKKUN-MK-Ⅱ                                                      |
| 31. cosmic ocean            | Vocal・作詞:あろまほっと/作曲:あろまほっと、KanedaYUK /編曲:KanedaYUK |
| 32. 妖道中膝栗毛            | Vocal:M.S.S Project/作詞:あろまほっと/作曲:あろまほっと、やしきん     |
| 33. TOKISHIRAZU             | Vocal・作曲・作詞:FB777                                               |
| 34. ばぁすとSAMURAI         | Vocal・作曲・作詞:KIKKUN-MK-Ⅱ                                         |
| 35. パン工場の秘密          | 作曲:KIKKUN-MK-Ⅱ                                                      |

| 36. Freedom sky              | 作曲:KIKKUN-MK-Ⅱ                           |
| 37. 超硬兵器『SHIZIMI』      | Vocal・作曲・作詞:FB777                    |
| 38. ミライノStory            | Vocal:M.S.S Project/作曲・作詞:KIKKUN-MK-Ⅱ |
| 39. 無駄トーク13～ハワイ編～ |                                            |

### ミニアルバム
| 1. AnDRoMeDa              | 作曲:KIKKUN-MK-Ⅱ                                                               |
| 2. COSMOS                 | 歌:M.S.S Project/作曲・作詞:FB777                                              |
| 3. UNIVERSE DAYS          | 歌:M.S.S Project/作曲:eoheoh、KanedaYUK /作詞:eoheoh/編曲:KanedaYUK            |
| 4. cosmic ocean           | 歌:あろまほっと/作曲:あろまほっと、KanedaYUK /作詞:あろまほっと/編曲:KanedaYUK |
| 5. Bio GORIllA(LIVE ver.) | 作曲:FB777                                                                     |
| 6. 無駄トーク9            |                                                                                |

| 無駄トーク実写編            |
| UNIVERSE DAYS (eoheoh ver.) |

| 1. FRONT LINE                      | Lyric,Composition / Team MSSP               |
| 2. 嘆きの華                        | Lyric / KIKKUN-MK-Ⅱ Composition / Team MSSP |
| 3. Shooting Star Ship              | Composition / KIKKUN-MK-Ⅱ                   |
| 4. ドッペルゲンガー                | Lyric,Composition / FB777                   |
| 5. V                               | Composition / FB777                         |
| 6. World Eater                     | Lyric,Composition / Team MSSP               |
| 7. 無駄トーク11 ~アニバーサリー編~ |                                             |

## DVD / BD
| 発売日         | タイトル                                                                              | 規格                        | 規格品番  | 特典 | 備考                                                                                         |
| -------------- | ------------------------------------------------------------------------------------- | --------------------------- | --------- | --- | -------------------------------------------------------------------------------------------- |
| 2017年3月28日  | あろまさんぽTV ロールプレイングジャーニー 伊香保編                                    | DVD（2枚組）                |           | |                                                                                              |
| 2017年7月      | M.S.S Project ～光と闇のファンタジア～ FINAL at 日本武道館                            | 特別限定盤 DVD（3枚組）     | FAKE-0001 | - オーディオコメンタリー（disc2） - 『完全密着ドキュメンタリー〜Road to 武道館〜』（disc3） - ネックストラップ - チケットホルダー - シリアルナンバー入りレプリカスタッフパス | M.S.S.Project ～Soul Meeting Tour 2017～にて本限定盤特典のレプリカパスを用いた連動企画を実施 |
| 2017年7月      | M.S.S Project ～光と闇のファンタジア～ FINAL at 日本武道館                            | 通常盤 DVD（2枚組）         | FAKE-0002 | - オーディオコメンタリー（disc2） - ステッカー |                                                                                              |
| 2017年10月12日 | あろまさんぽTV ロールプレイングジャーニー 横須賀編                                    | DVD（2枚組）                |           | |                                                                                              |
| 2017年11月17日 | M.S.S.Project ～Soul Meeting Tour 2017～                                              | DVD（2枚組）＋CD            | FAKE-0003 | - オーディオコメンタリー（disc1） - オリジナルCD （『PLASMA OCEAN』『Static Flare』の2曲を収録） |                                                                                              |
| 2018年7月15日  | M.S.S Project ～PHOENIX -Eternal Flame- ～ FINAL at 横浜アリーナ                      | 特別限定盤 Blu-ray（2枚組） | FAKE-0004 | - オーディオコメンタリー（ライブパート） - 『オープニング「PHOENIX戦隊」メイキング』 - 『メンバースペシャルソロインタビュー』 - 『バーチャルデート』 - フォトブック - トランプ - アクリルキーホルダー - シリアルナンバー入りレプリカスタッフパス                                                     | M.S.S Project～Soul Meeting Tour 2018～にて本限定盤特典のレプリカパスを用いた連動企画を実施  |
| 2018年7月15日  | M.S.S Project ～PHOENIX -Eternal Flame- ～ FINAL at 横浜アリーナ                      | 通常盤 Blu-ray（2枚組）     | FAKE-0005 | - オーディオコメンタリー（ライブパート） - 『オープニング「PHOENIX戦隊」メイキング』 - 『メンバースペシャルソロインタビュー』 |                                                                                              |
| 2018年7月15日  | M.S.S Project ～PHOENIX -Eternal Flame- ～ FINAL at 横浜アリーナ                      | 通常盤 DVD（3枚組）         | FAKE-0006 | - 『オープニング「PHOENIX戦隊」メイキング』 - 『パシフィコ横浜公演サプライズサンタライブ』 |                                                                                              |
| 2018年12月21日 | M.S.S Project～Soul Meeting Tour 2018～                                               | Blu-ray（2枚組）            | FAKE-0007 | - オーディオコメンタリー（disc1） - 『オープニングアクト特別座談会inMSSP号』 - 『オープニングアクトスピンオフスペシャルムービー』 | 初回購入特典 - オリジナルTシャツ - ICカードステッカー                                        |
| 2018年12月21日 | M.S.S Project～Soul Meeting Tour 2018～                                               | DVD（2枚組）                | FAKE-0008 | - オーディオコメンタリー（disc1） - 『オープニングアクト特別座談会inMSSP号』 - 『宇宙スーツ徹底解剖』 | 初回購入特典 - アクリルキーホルダー                                                          |
| 2019年09月26日 | M.S.S Project Tour 2019 PANZER - The Ultimate Four - FINAL atさいたまスーパーアリーナ | 特別限定盤 Blu-ray（2枚組） | FAKE-0009 | - オーディオコメンタリー（disc1ライブパート） - 『全部見せます！「全国１０公演 オープニングトーク」』 - 『MSSP初のドッキリ企画「M.S.S.Panic!」』 - 『真のThe Ultimate Fourを目指せ！超過酷軍事訓練』 - スペシャル缶BOX - フォトブック - オリジナルミリタリーバッグ - ワッペン - レプリカスタッフパス |                                                                                              |
| 2019年09月26日 | M.S.S Project Tour 2019 PANZER - The Ultimate Four - FINAL atさいたまスーパーアリーナ | 通常盤 Blu-ray（2枚組）     | FAKE-0010 | - オーディオコメンタリー（disc1ライブパート） - 『全部見せます！「全国１０公演 オープニングトーク」』 - 『MSSP初のドッキリ企画「M.S.S.Panic!」』 |                                                                                              |
| 2019年09月26日 | M.S.S Project Tour 2019 PANZER - The Ultimate Four - FINAL atさいたまスーパーアリーナ | 通常盤 DVD（3枚組）         | FAKE-0011 | - オーディオコメンタリー（disc2ライブパート） - 『全部見せます！「全国１０公演 オープニングトーク」』 - 『MSSP初のドッキリ企画「M.S.S.Panic!」』 - 『探検ドキュメンタリー「MSSPスペシャル 伝説の傭兵を追え！」』                                                                                     |                                                                                              |
| 2020年01月31日 | M.S.S Project～Soul Meeting Tour 2019～                                               | Blu-ray（2枚組）            | FAKE-0012 | - オーディオコメンタリー（disc1） - 『MSSP QUEST番外編「出会いの酒場編」』 - 『MSSP QUEST番外編「冒険!!モンスター飯」』 | 初回購入特典 - オリジナルTシャツ - レンチキュラーカード                                      |
| 2020年01月31日 | M.S.S Project～Soul Meeting Tour 2019～                                               | DVD（2枚組）                | FAKE-0013 | - オーディオコメンタリー（disc1） - 『MSSP QUEST番外編「出会いの酒場編」』 - 『動画版!!みんなで一緒に踊ってみようMSSP音頭』 | 初回購入特典 - 銀テープ風ストラップ - レンチキュラーカード                                   |
| 2025年2月14日  | M.S.S Project -COSMOS- StarLight Tour 2022 〜The Origin〜                             | Blu-ray                     | SUSH-1001 | - オーディオコメンタリー | M.S.S Project Tour 2025 ～サンダーボルト〜ライブ会場にて先行販売                             |

## 書籍
ファンブック 
- 「M.S.S Project special」　（2013年 8月20日発売）
- 「M.S.S Project special 2」（2013年12月20日発売）
- 「M.S.S Project special 3」（2014年 3月27日発売）
- 「M.S.S Project special 4」（2014年 9月30日発売）
- 「まもって騎士コラボスペシャルエディション」（2014年10月28日発売）
- 「M.S.S Project LIVE TOUR - Chaotic Heaven Party 2015- Photo Collection」（2016年2月18日発売）
- 「M.S.S Project special Soul Meeting Tour Memorial」（2016年10月4日発売）
- 「M.S.S Project LIVE TOUR 2016 -Phantasia of Light&Darkness- Photo Collection」（2017年2月10日発売）
- 「M.S.S Project 解体新書」（2017年4月1日発売）
- 「8th Anniversary M.S.S Project SPECIAL 2017」（2017年10月26日発売）
- 「M.S.S Project Tour 2017 PHOENIX -Eternal Flame- PHOTO COLLECTION」（2018年3月22日発売）
- 「M.S.S Project ARTIST BOOK PROGRESS」（2025年1月17日発売）

 FB777＆eoheoh 2人書籍 
- 「M.S.S Project special ZUTTOMO」（2015年7月2日発売）
- 「M.S.S Project special ZUTTOMO2」（2016年6月29日発売）
- 「M.S.S Project special ZUTTOMO3」（2017年7月21日発売）

 あろまほっと単独書籍 
- 「あろまさんぽ」　 （2014年5月31日発売）
- 「あろまさんぽ 弐」（2015年4月2日発売）
- 「あろまさんぽ 参」（2015年9月28日発売）
- 「あろまさんぽ 肆」（2016年4月2日発売）
- 「あろまさんぽ 零」（2016年4月2日発売）
- 「あろまさんぽ 伍」  （2016年10月4日発売）
- 「あろまさんぽ 陸」  （2017年4月25日発売）
- 「あろまさんぽ 漆」  （2017年11月27日発売）

 KIKKUN-MK-II単独書籍 
- 「堕天使のレシピ KIKKUN in kitchen」（2014年12月24日発売）
- 「堕天使のレシピ KIKKUN in kitchen 2 」（2015年12月24日発売）

 eoheoh 単独書籍 
- 「僕んちの猫」  （2020年11月発売）
- 「僕んちの猫２」（2023年3月発売）

 小説 
- 書き下ろし小説「M.S.S.Planet 古に伝わりし勇者達」（2014年10月8日発売）
- モンハン x MSSPコラボノベル「天地カオスな狩猟奏」[128]（2015年1月30日発売）
- モンハン x MSSPコラボノベル「天地カオスな狩猟奏2」（2015年6月29日発売）
- モンハン × MSSPコラボノベル「天地カオスな狩猟奏3」（2015年10月30日発売）
- モンハン × MSSPコラボノベル｢天地カオスな狩猟奏4｣(2016年3月30日発売)
- Minecraft × MSSP コラボノベル「混沌四人衆のMinecraftサバイバル」（2016年12月28日発売）

 関連書籍 
- ボカロPlus mini Vol.1 最終兵器俺達×M.S.S Project 実況座談会スペシャル（2013年3月11日発売）

 ムック 
- ゲーム実況の中の人（2012年6月12日発売）
- ゲーム実況の中の人 2冊目（2013年10月29日発売）
- ゲーム実況の中の人 3冊目（2014年4月23日発売）

 関連雑誌 
- ダ・ヴィンチ 2015年 03月号（2015年2月6日発売）
- chouchouALiis vol.6（2015年3月30日発売）
- CDでーた 2019下[SHI-MO]（2019年3月30日発売）
- CDでーた 2020下[SHI-MO]（2020年3月31日発売）
- mini 2020年6月号（2020年4月30日発売）
- 日経エンタテインメント！ 2020年6月号（2020年5月2日発売）
- PASH！ 2020年6月号 (2020年5月9日発売)
- PASH！ 2021年3月号 (2021年2月10日発売)
- PASH！ 2022年1月号 (2021年12月9日発売)
- りぼん 2022年10月号（2022年9月2日発売）
- PASH！ 2023年6月号 (2023年5月10日発売)
- CDでーた 2023上［KA-MI]（2023年5月22日発売）
- PASH！ 2024年6月号 (2024年5月10日発売)
- りぼん 2024年10月号（2024年9月3日発売）
- PASH！ 2024年11月号 (2024年10月10日発売)
- 週刊TVガイド 2025年3月21日号 関東版（2025年3月12日発売）
- 月刊ローチケ 2025年3月15日号（2025年3月15日配布）
- PASH！ 2025年6月号 (2025年5月10日発売)
- PASH！ 2025年7月号 (2025年6月10日発売)

 KIKKUN-MK-Ⅱ単独雑誌 
- glare guitar school vol.5（2014年11月19日発売）
- シルバーアクセ最強読本29（2014年11月26日発売）

## コラボ
- MSSP x 脱出ゲーム 「中二病からの脱出 〜俺たちは絶対に脱出しない〜」（2014年9月25日〜12月4日）[129]
- M.S.S Project x スペランカー 「M.S.SPELUNKER」[130]
  - iTunes Storeアクションゲームランキング1位を獲得
- みんなでまもって騎士 姫のトキメキらぷそでぃ[131]
- 一番くじ 「M.S.S Project 〜くじを作ってみた！〜」（2014年11月7日 - 21日）[132]
- モンスターハンター x M.S.S Project コラボレーションノベル化[128]
- Minecraft　×　M.S.S Project コラボレーションノベル化[133]
- 「MSSP cafe（nicocafe）」（2015年4月21日  - 5月6日開催）[134]
- 「MSSP×ankoROCK」（2015年）[135]
- 「M.S.S Project × nicocafe」（2016年8月30日 - 9月15日開催）[136]
- 「ニコニコ本社ジュースボックス(仮)」（2016年12月22日 - 2017年1月9日開催）[137]
- 「MSSP × DZONE」（2017年11月25日グッズ発売）[138]
- 「animate cafe キッチンカー」（2018年2月23日 - 3月18日開催）[139]
- 「M.S.S Project × SWEETS PARADISE presented by animate cafe」（2018年3月16日 - 4月15日 スイーツパラダイス丸井大宮店、3月16日 - 4月30日 新宿東口店、4月16日 - 5月15日 名古屋スパイラルタワーズ店、4月16日 - 5月15日 仙台パルコ店、5月10日 - 6月15日 梅田店 開催）[140]
- 「MSSPグルコスシンクロ祭」（2018年8月9日 - 9月2日開催）[141]
- 「M.S.S Project × ニコカフェ」（2018年9月25日 - 10月8日 池袋店、10月22日 - 11月4日 大阪店）[142]
- 「箱クエストM.S.S Project」（2019年1月25日発売）[143]
- 「M.S.S Project × animate cafe」（2019年2月28日 - 3月26日、アニメイトカフェ池袋3号店・神戸三宮）[144]
- 「M.S.S Project × SWEETS PARADISE presented by animate cafe」（2019年3月1日 - 31日 スイーツパラダイス東京原宿店・名古屋パルコ店・大阪天王寺店・アミュプラザ大分店、3月22日 - 4月21日 クレフィ三宮店、4月1日 - 30日 丸井大宮店）[145]
- 「M.S.S Project × アニメイトカフェスタンドHareza池袋」（2019年10月24日 - 12月2日）[146]
- 「M.S.S Project×ドン・キホーテ」（2020年1月25日よりドン・キホーテ対象店舗にてグッズ発売、2020年7月11日再販）[147]
- 「M.S.S Project BIGぬいぐるみ」（2020年2月、プライズ景品）
- 「M.S.S Project × ファミリーマート」（2020年5月12日 - 6月1日、全国ファミリーマート）[148]
- 「MSSP × Pantovisco」（2020年7月31日 - 8月9日、ZOZOTOWNにてグッズ販売）[149]
- 「M.S.S Project × Gratte」（2020年9月28日 - 11月15日、アニメイト渋谷店・吉祥寺パルコ店・仙台店・大阪日本橋店・岡山店）[150]
- 「M.S.S Project × Sanrio characters」（2021年9月16日グッズ発売）[151]
- 「HAPPYくじ　M.S.S Project × Sanrio characters」（2021年11月6日グッズ発売）[152]
- コラボ狩歌「M.S.S Project 狩歌」（2022年1月8日発売）[153]
- 「M.S.S Project × Sanrio characters」（2022年11月30日グッズ発売）[154]
- 「M.S.S Project × MAYLA」（2023年3月17日グッズ発売）[155]
- 「M.S.S Project × 極楽湯・RAKU SPA」（2023年8月8日 - 30日）[156]
- 「PARCO × M.S.S Project 15th ANNIVERSARY POPUP STORE」（2024年2月1日 - 3月13日 渋谷PARCO、3月8日 - 26日 大阪PARCO、3月30日 - 4月14日 名古屋PARCO、グッズ販売および衣装展示）[157][158]
- 「M.S.S Project OFFICIALSHOP IN SHIBUYA TSUTAYA」（2024年4月25日 - 、渋谷TSUTAYAにてグッズ販売）[159]
- 「M.S.S Project 15th Anniversary POP UP！」（2024年9月1日 - 、渋谷TSUTAYA、グッズ販売および衣装展示）[160]
- PICO PARK 2 × M.S.S Project（2024年8月28日実況動画投稿、9月20日グッズ発売）[161]
  - PICO PARK公園（2025年5月23日 - 6月8日、西武渋谷店にてグッズ再販）[162]
- 「M.S.S Project OFFICIALSHOP IN TSUTAYA EBISUBASHI」（2024年12月20日 - 、TSUTAYA EBISUBASHIにてグッズ販売）[163]
- 「ビストロMSSP MAJI COOKING」（2025年6月13日 - 7月21日 渋谷PARCO、8月1日 - 9月9日 心斎橋PARCO、8月8日 - 8月31日 名古屋PARCOで開催予定）[164]

## 出来事
2020年3月4日ZeppDiverCityより無観客ライブを実施、同時にYouTubeにて無料生配信を行った。（新型コロナウイルスの感染拡大によりM.S.S Project Live Tour 2020 PERIOD - The Next Phase -の2月27日以降の5公演並びにツアーファイナルである横浜スタジアム公演が中止になったためである。）この生配信中にYouTubeのスーパーチャット(通称スパチャ)で1億2000万円を達成した。スパチャは無観客ライブの実施が発表されYouTubeの配信待機画面が立ち上がった3月2日から始まった。それは公演の中止を受けMSSPが多額の負債を負う事を知ったファンらによる自主的な行動によるものであった。徐々にスパチャの総額が増える中でTwitterでトレンド入りするなどで話題を呼び、普段からMSSPと交流のある実況者やYouTuber、MSSPのファンではない人達からも多くの支援のスパチャが投入された。更にはMSSPと交流のないYouTuberらからも多くのスパチャが寄せられた。結果、スパチャの総額1億2000万円に登った。また同時接続人数は7万2000人を超えた。本人らもその偉業には驚いたと感謝のコメントと共に述べられている。スパチャはYouTube(スパチャを行ったのがアプリ版の場合はアプリストアからも)手数料を引かれるため実際にMSSP側に入る金額は大きく下回るため、後日の本人らのコメントにより負債はまだ残る模様。